# Дружное (Волновахский район)
Дружное (укр. Дружне) — посёлок, входит в состав Андреевского поселкового совета Волновахского района Донецкой области, до 11 декабря 2014 года входил в Тельмановский район.
Население по переписи 2001 года составляло 90 человек. Почтовый индекс — 87120. Телефонный код — 6279. Код КОАТУУ — 1424855302.

## История
В 2014 году село переподчинено Волновахскому району.

## Местный совет
87120, Донецкая область, Волновахский район, Андреевский поссовет, пгт Андреевка, ул. Рудченко, 25; тел. 2-43-36.